# Slag bij Carlisle
De Slag bij Carlisle vond plaats op 1 juli 1863 bij Carlisle, Pennsylvania tijdens de Amerikaanse Burgeroorlog. Het begon gelijktijdig met de Slag bij Gettysburg en was de hoofdreden waarom de Zuidelijke generaal-majoor J.E.B. Stuart pas op de tweede dag op het slagveld rond Gettysburg arriveerde. Stuart was op zoek naar het leger van Lee en botste daarbij op de milities van de Noordelijke generaal-majoor William F. "Baldy" Smith bij Carlisle.

## Achtergrond
Carlisle, een stadje niet ver van de Harrisburg, Pennsylvania, werd op 27 juni 1863 bezet door eenheden van Luitenant-generaal Richard S. Ewells Second Corps. Ewell vorderde in het stadje de nodige voorraden op van de lokale bevolking. Ewelle en verschillende van zijn officieren waren voor de oorlog nog in de Carlisle barakken gestationeerd geweest. Vanuit Carlisle stuurde Ewell zijn cavalerie onder leiding van brigadegeneraal Albert G. Jenkins naar de Susquehanna-rivier en Harrisburg. Zijn infanterie bracht de nacht door in het stadje. De volgende ochtend zette Ewell zijn tocht naar het noorden verder om Harrisburg in te nemen.
Nadat de Zuidelijken uit Carlisle vertrokken waren, herbezette Baldy Smith en zijn troepen opnieuw het stadje met een klein contingent militietroepen uit New York en Pennsylvania. Deze militietroepen bestonden uit de 32nd en 33rd Pennsylvania Volunteer Militia, de Philadelphia militia artillery battery van Landis en een compagnie van de 1st New York Cavalry.

## De slag
In de vroege avond van 1 juli stuurde Stuart twee cavaleriebrigades, die net terugkwamen van de raid in Maryland en Pennsylvania, naar Carlisle om voorraden te zoeken en de locatie van Ewells troepen te achterhalen.
Een derde brigade onder leiding van Wade Hampton bewaakte de bagagetrein die de Zuidelijken veroverd hadden. De bagagetrein bevond zich in York County, Pennsylvania. De twee cavaleriebrigades botsten echter op de militietroepen van Baldy Smith. Ondanks hun numeriek overwicht waren Stuarts cavaleristen te moe om de stad door middel van een stormaanval te veroveren. Stuart dacht dat hij te maken had met eenheden van het Army of the Potomac in plaats van met militietroepen.
Nadat Stuart wist dat Smiths eenheden uit slechts militie-soldaten bestond, stuurde hij generaal-majoor Fitzhugh Lee naar Carlisle onder bescherming van de witte vlag naar Smith. Smith kreeg twee opties. Ofwel verliet hij en zijn troepen de stad ofwel bleef Smith en mocht hij de vrouwen en kinderen evacueren. Smith antwoordde dat de vrouwen en kinderen reeds geëvacueerd waren en dat hijzelf de stad niet zou verlaten of zich zou overgeven. Daarop werd Carlisle verscheidene uren gebombardeerd door Stuarts artillerie. Stuart ontving het nieuws dat er rond Gettysburg een grote slag woedde. Hij verkeerde niet in de mogelijkheid om Carlisle te veroveren. Hij stak de barakken in brand en vertrok om 01.00u op 2 juli naar Gettysburg.
Er vielen weinig slachtoffers. De Zuidelijken verloren 8 soldaten tegenover 13 Noordelijken. De barakken, de houtzagerij en enkele andere waardevolle gebouwen waren vernietigd. De vertraging van Stuarts cavalerie zou gevolgen hebben tijdens de Slag bij Gettysburg.

## Bron
- BBC - Confederate Occupation of Carlisle, Pennsylvania - American Civil War